# Gabriella Saitta
Gabriella Saitta (Catania, 3 maggio 1959) è un'attrice italiana, figlia del cineasta Ugo Saitta.

## Biografia
Si è formata presso il Teatro Stabile di Catania, dove ha studiato recitazione sotto la guida di Beppe Di Martino e dove ha fatto esordito in una rappresentazione di Così è se vi pare. Successivamente ha frequentato a Roma il laboratorio di Esercitazioni sceniche di Gigi Proietti.
Ha iniziato a farsi notare recitando perlopiù in ruoli drammatici. Tra le apparizioni più note si possono citare il ruolo dell'arrogante amica di Claudia in Il ragazzo del Pony Express in cui mette a dura prova la pazienza di Agostino, interpretato da Jerry Calà. 
Negli anni ottanta ha recitato in alcuni spot pubblicitari per la televisione. 
Un altro ruolo considerevole in cui la si può notare è quello della vedova del boss Ignazio Lo Presti in Giovanni Falcone in cui, per vendicare la morte del marito assassinato, decide di rivelare l'identità di Tommaso Buscetta che nella pellicola fu interpretato da Gianni Musy. Nel frattempo è attiva in teatro,  lavorando al Teatro Sistina di Roma nella compagnia di Gino Bramieri.
Nel corso degli anni novanta e degli anni duemila si concentra maggiormente sul piccolo schermo, interpretando diversi ruoli in altre tante fiction; quella in cui è apparsa maggiormente è Pazza famiglia, diretta e interpretata da Enrico Montesano. Successivamente si dedica all'insegnamento.

## Vita privata
È stata sposata con l'attore Pietro Genuardi, da cui si è poi separata e nel 1991 hanno avuto il figlio che si chiama Jacopo.

## Filmografia

### Cinema
- La donna del traghetto, regia di Amedeo Fago (1986)
- Il ragazzo del Pony Express, regia di Franco Amurri (1986)
- Supysaua, regia di Enrico Coletti (1988)
- Caldo soffocante, regia di Giovanna Gagliardo (1991)
- Giovanni Falcone, regia di Giuseppe Ferrara (1993)
- Marciando nel buio, regia di Massimo Spano (1996)
- I baci mai dati, regia di Roberta Torre (2010)

### Televisione
- Fermata Etna, regia di Klaus-Michael Grüber – film TV (1981)
- Western di cose nostre, regia di Pino Passalacqua – miniserie TV (1984)
- Quei trentasei gradini, regia di Luigi Perelli – miniserie TV, 3 episodi (1984)
- I padroni dell'estate, regia di Marco Parodi – film TV (1987)
- Disperatamente Giulia, regia di Enrico Maria Salerno – miniserie TV (1989)
- L'ispettore Sarti – serie TV, episodio 1x11 (1991)
- Un commissario a Roma – serie TV, episodio 1x08 (1993)
- Missione d'amore, regia di Dino Risi – miniserie TV, 1 episodio (1993)
- Pazza famiglia – serie TV, 5 episodi (1995)
- Il grande fuoco, regia di Fabrizio Costa – miniserie TV, 1 episodio (1995)
- Amico mio – serie TV, episodio 2x05 (1998)
- Non lasciamoci più – serie TV, episodio 1x06 (1999)
- Don Matteo – serie TV, episodio 3x04 (2002)
- Màkari – serie TV, episodio 2x03 (2022)
- Vanina - Un vicequestore a Catania – serie TV, episodi 1x01-1x03 (2024)